# ネフェルウラー
ネフェルウラー (Neferure または Neferura) は、古代エジプト第18王朝の王女。トトメス2世とハトシェプスト女王の間の娘である。 

## 家族
ネフェルウラーはトトメス2世とハトシェプストの間に生まれた唯一の子で、トトメス1世の孫娘、トトメス3世の異母姉にあたる。 トトメス3世と結婚したともされるが、その決定的な証拠は見つかっていない。トトメス3世の治世24年にアメンエムハト (B) という王子が牛の番人に任じられており、これをネフェルウラーの息子であるとする説がある。しかし、ネフェルウラーがトトメス3世の王妃となったのであれば相応の称号で呼ばれるはずであるにもかかわらず、そういった証拠は見つかっていない。 

## 生涯

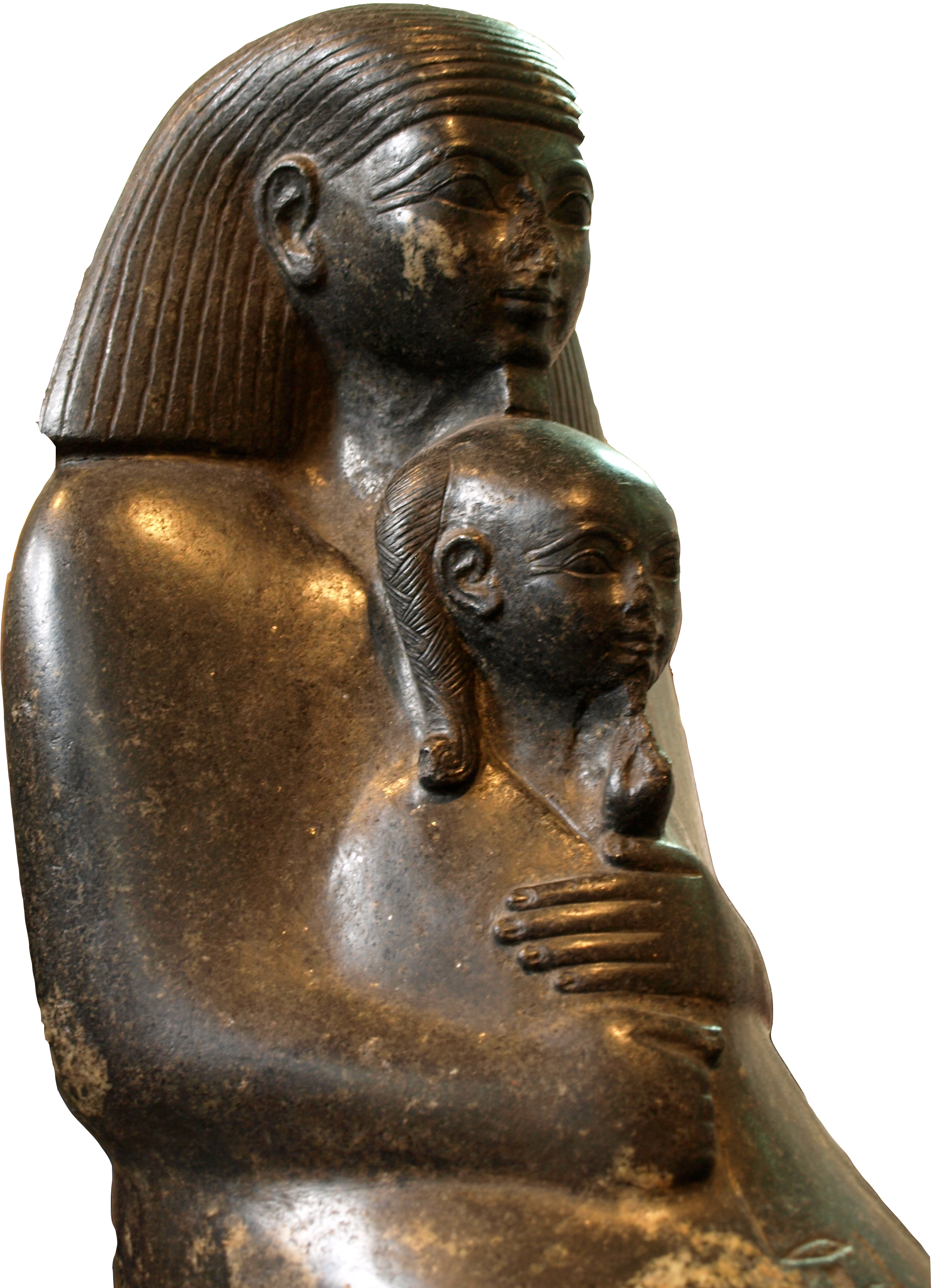
ネフェルウラーを抱きかかえるセンエンムウトの像。大英博物館蔵

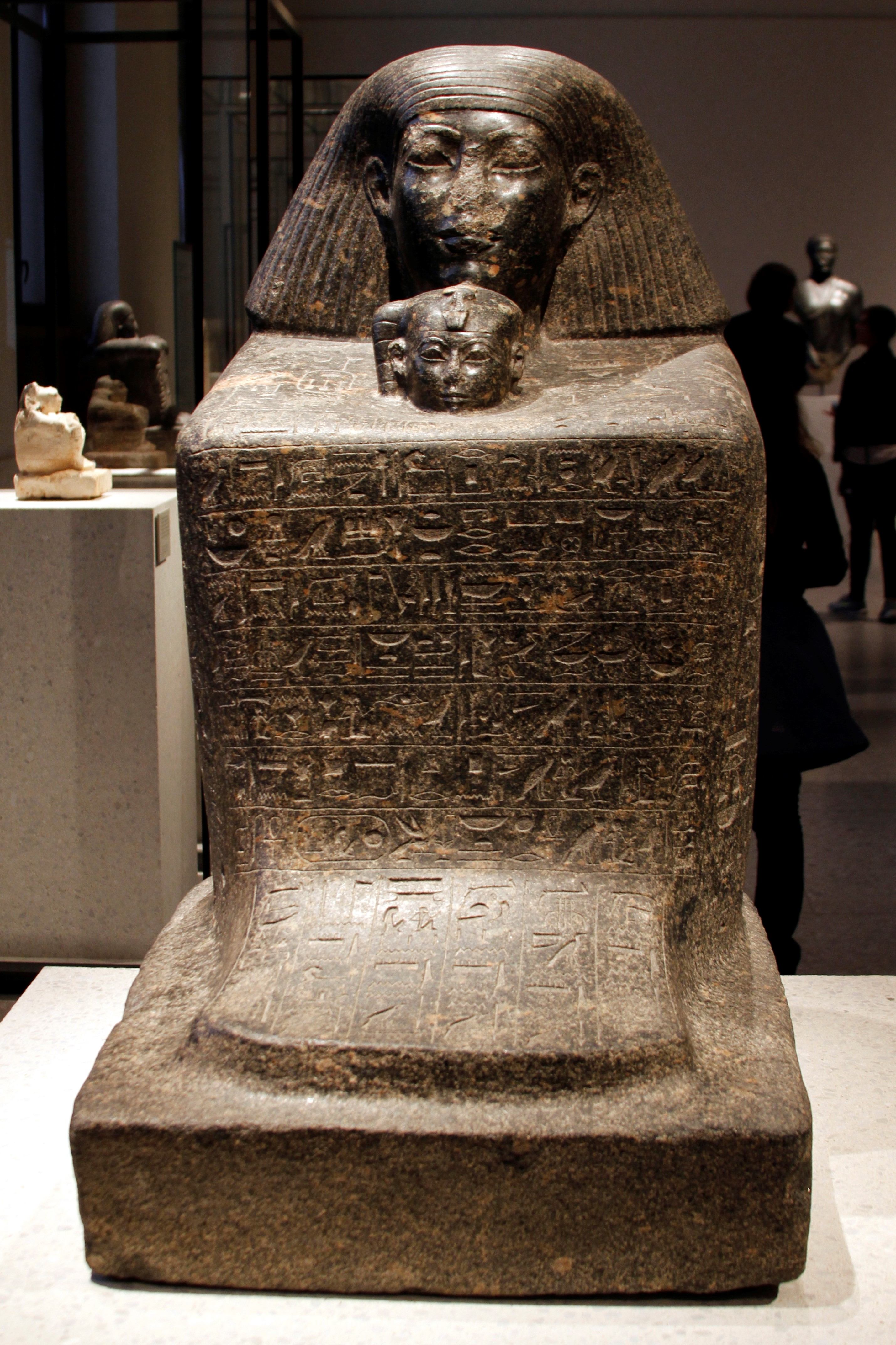
センエンムウトとネフェルウラーのブロック像

ネフェルウラーはトトメス2世の時代に生まれた。カルナック神殿の碑文によれば、ネフェルウラーはトトメス2世とハトシェプストの娘とされる。トトメス2世は治世13年目に亡くなったが、死に際して息子トトメス3世を王位継承者に指名していた。しかしトトメス3世はまだ幼かったことからハトシェプストが摂政を務めることになった。実際には各種資料からハトシェプストはトトメス2世の治世7年目までには共治王となっており、その後亡くなるまでの20年以上に渡りエジプトを統治したことが明らかとなっている。 
ハトシェプスト女王は、特に信頼のおける者にネフェルウラーの教育を任せた。イアフメス1世の治世から第18王朝の歴代ファラオに仕えたイアフメス・ペン＝ネクベトの墓碑には次のように記されている。 
「私は神の妃、王の偉大な妃マアトカラーからご寵愛を賜った。私は王妃の長女ネフェルウラー王女を、胸に掻き抱ける幼子のうちからお育てした。」
ネフェルウラーには続いてセンエンムウトが教師としてつけられた。センエンムウトは若い姿の彫像が多く残されており、どの彫像でも長いマントを身に着けている。そのうち7つはブロック像で、ブロックからネフェルウラーの頭が突き出した姿になっている。ある像はセンエンムウトの膝の上に座っているネフェルウラーの姿、また別の像ではセンエンムウトが立て膝で座り、その足に寄り掛かるネフェルウラーの姿を映している。ハトシェプストが摂政になった後、センエンムウトはその顧問になったと考えられており、ネフェルウラーの教師の役目はセンイーメンに引き継がれた。 
ネフェルウラーは、母ハトシェプストがファラオとなって以降、宮廷において通常王女がファラオに仕えて果たす以上に目立って重要な役割を果たした。これは、ハトシェプスト女王が公的な場では男装し、男性のファラオとして振舞ったことから、ネフェルウラーが王妃役を務めたものと考えられている。ネフェルウラーには「上下エジプトの貴婦人」 、「国の女王」、「アメンの神妻」という称号が与えられたが、後者2つはハトシェプストがファラオとして振舞うにあたって諦めざるを得なかった称号である。これらの称号は、通常は宗教的および儀礼的義務を果たすために、王族の女性（通常は王妃）に与えられるものであった。カルナック神殿のハトシェプスト女王の赤い礼拝堂に描かれたあるシーンは、ネフェルウラーが「アメンの神妻」として祭祀を執り行っている様子であると解釈されている。重要なことは、この称号は王妃時代のハトシェプストを含む王妃らに与えられ、彼女らはファラオとともに神殿で臨む儀式で重要な役割を担っていたということである。 
ネフェルウラーは、ハトシェプストの治世11年に建立されたシナイ半島のサラービート・アル＝ハーディムの碑文にも描かれている。石碑にはセンエンムウトとネフェルウラーが描かれており、年も上部に刻まれているが、ファラオの名前は出てこない。 
ネフェルウラーがハトシェプスト女王葬祭殿に描かれていることから、ネフェルウラーは少なくともトトメス3世の治世の初めの数年のうちは生存しており、その長子アメンエムハトを儲けたであろうと考える学者もいる。しかし、ネフェルウラーが母ハトシェプストより長らえ、トトメス3世の治世まで生きたことを証明する具体的な証拠は見つかっていない。ピーター・ドーマンは、トトメス3世の治世で建造された王妃のスフィンクスは、王妃ネフェルウラーを写したものだと主張している。しかし、これを証明し、あるいは反証する碑文などは見つかっていない。また、ネフェルウラーが異母弟であるトトメス3世と結婚したかどうかも明らかではない。

## 死
ネフェルウラーは母ハトシェプストの治世中に亡くなったと考えられている。ハトシェプストの治世7年に建立されたセンエンムウトの最初の墓にはネフェルウラーへの言及があり、治世11年のサラービート・アル＝ハーディムの碑文にも名前が出てくるにもかかわらず、治世16年に建立されたセンエンムウトの2番目の墓には言及がないからである。トトメス3世と結婚したという記録は見つかっていないが、トトメス3世と結婚し、その長男を生んだことを示唆する研究がある。この研究では、トトメス3世の妻としてサティアという名前の女性の記録があり、記録の1つで「偉大な王の妃」、もう1つで「神の妃」という称号が冠せられていることに注目している。しかし、ネフェルウラーに冠せられた称号をもつからといって、必ずしもサティアはネフェルウラーと同一人物であるという結論に帰せられるわけではない。 
ネフェルウラーの墓を発見したのは考古学者ハワード・カーターであった。切り立った崖の上にあり、ほとんど何も見つからなかったが、黄土色と黄色の塗料の痕跡が確認できたことから、この墓は使用されたと結論された。調査した考古学者らは、ネフェルウラーは母ハトシェプストよりも先に亡くなったと考えている。 